# Lúcsony
Lúcsony egykori község Moson vármegyében, jelenleg Mosonmagyaróvár városrésze.

## Fekvése
Lúcsony a Mosoni-síkságon terült el, a mai Győr-Moson-Sopron vármegyében.

## Története
A falu Magyaróvár várának tartozéka volt. 1905. január 1-től csatolták Magyaróvárhoz (a belügyminiszter 1904. szeptember 29-i rendelete alapján), majd Moson és Magyaróvár 1939. július 1-jei egyesítésével lett Mosonmagyaróvár legészakabbi része.
Az út mentén álló Szent Anna kápolnát az 1713-as pestisjárvány emlékére emelték.
A Lucsony utca 6-os számú épület egykoron a bíró háza volt.